# 顧媚
顧媚（1929年2月9日—），本名「顧嘉瀰」，香港女歌手及演員，她成名於1950年代，曾加盟邵氏兄弟（香港），因电影《小雲雀》走紅，因而有「小云雀」的外號；1970年代中期息影，遷居加拿大溫哥華，開始專注於畫壇，成為中國畫畫家，胞弟爲顧嘉煇及顾嘉鏘。

## 生平履歷

### 个人背景
本名顧嘉瀰，1929年出生於中華民國廣州市；祖籍江蘇蘇州，其父親是畫家顧淡明；她早年曾接受美术教育，后因战乱不得不放弃学业。中學未唸完，便開始在溜冰場工作，當時其唯一的樂趣就是在場內聽周璇、李香蘭與姚莉的名曲，在此之前她已癡迷時代曲。其乾爹，樂師孫寧教她學會了看簡譜，並不顧母親的反對，開始在干爹任職的“德奧瑞娛樂場”當歌手。

### 歌手與演員時期
1951年，顧媚正式投身歌壇。她的樂師男朋友為她改藝名為「顧薇」，後卻被誤為「顧媚」，並一直沿用至今。此後，她還曾在新加坡、台灣及泰國登台。首部擔任女主角的歌舞片是《萬花春色》。1956年飛利浦唱片公司在香港成立後，顧媚除了繼續在夜總會演唱，也成為香港飛利浦主要歌星。
1961年，加盟邵氏，接拍首部喜劇片《妙人妙事》，與男主角陳厚搭檔。在邵氏工作初期，其主要任務是幕後代唱。同年她在電影《不了情》中，顧媚替女主角林黛幕後代唱三首歌曲《不了情》、《夢》（其胞弟顧嘉煇作曲，也是他的第一首作品，而《不了情》、《山歌》和《夢》的作詞人都是其電影的導演 - 陶秦）與《山歌》。
在黃梅調盛行香港時，顧媚灌錄了《白蛇傳》，因其音域屬中音，王福齡要求她吊高嗓子，故一度聲啞，導致為電影《藍與黑》、《癡癡地等》與《船》所錄的歌選被棄用，歌唱事業遇到瓶頸。
1965年，她出演電影《小雲雀》獲得成功，奠定了她歌演雙栖的地位。
1998年：二十多年沒有登台的她在其胞弟顧嘉煇與黃霑合辦的《煇黃真友情演唱會》上特別獻唱名曲《夢》及《不了情》，顧嘉煇更在顧媚演唱《不了情》時以鋼琴伴奏。

### 水墨畫家時期
1963年起，隨趙少昂習畫。1969年起，在台灣隨胡念祖習畫。1971年，在台北舉辦個展。1973年，在香港大會堂舉辦個展，在新加坡舉辦個展。1974年起，隨呂壽琨學習現代水墨畫，從此開始建立自己獨特的畫風。同年在泰國曼谷舉辦個展。
1976年-1978年，在香港舉辦多個畫展。1977年，獲香港市政局藝術獎。參加“香港藝術中心開幕展”。在美國三藩市舉辦個展。1977年-1980年，參加在香港藝術中心舉辦的“第一選擇”展覽。1978年，在台灣舉辦個展。
1979年，參加在澳大利亞墨爾本舉辦的“當代香港藝術展”。1980年，在香港大會堂舉辦個展。參加在台北國立歷史博物館舉辦的一畫會聯展。1981年，在新加坡國家博物院畫廊、台北、香港藝術中心舉辦個展。參加在香港藝術館舉辦的“香港藝術1970-80”展覽，以及“當代香港藝術雙年展”。
1982年，在吉隆坡舉辦個展。參加台北國立歷史博物館舉辦的“聯盟展”。參加在美國辛辛那提大學舉辦的“當代香港藝術家邀請展”。1983年，在香港大會堂、新加坡舉辦個展。參加在香港舉辦的“香港中文大學校外進修部美術導師作品展”。參加在美國猶他州立大學舉辦的“東方藝展”。
1984年，在溫哥華卑詩大學舉辦個展。1986年，在溫哥華中華文化中心創作“八六”。參加在日本東京美術館舉辦的“國際水墨畫展”。1987年，在吉隆坡舉辦個展。參加在香港藝術中心舉辦的“十年香港繪畫”展覽。
2006年10月30日-11月2日，顾媚、顾嘉辉与顾嘉锵在香港大会堂举办姊弟联合画展。
2009年7月8日-9月13日，在香港大學美術博物館舉辦名為“纖云巧染：顧媚繪畫”的個展。是次個展是顧媚第二十九次個展，也是自1998年後在香港舉辦的首次個展。
顧媚的畫作多以寫雲霧為主，尤愛繪意念中之山水，用似古碑般重疊的線紋及層層渲染，開放而矇矓氤氳的縹緲空間，使觀者融入柔美的畫境。其繪畫受到中國唐代詩人王維的影響。她既吸收了赵少昂岭南画派的光影特色，又吸取了胡念祖写意山水的朦胧意象，還學習了吕寿琨革新水墨的哲理思想，加以融會貫通後另闢蹊径，不仅体现出了中国传统山水畫求自然、呈心性的意境，又和西方绘画的光影效果有機結合，形成了独具特色的趣味。
其作品被香港藝術館、香港體育館、加拿大駐香港總領事館、美國猶他州立大學、香港美國銀行、香港澳大利亞聯邦銀行、萬國寶通銀行和香港和記大廈等機構收藏。
顧媚曾任教於香港中文大學及香港大學校外進修部水墨畫課程，以及美國猶他州立大學、美國鹽湖城猶他大學的中國水墨畫工作坊。

## 音樂作品

### 唱片

#### 單曲
- 家庭樂（《彩鳳還巢》插曲）-月光曲（流行曲），78转唱片，大長城
  - 家庭樂（演唱：黃飛然，顧媚）
  - 月光曲（演唱：黃飛然）

- 农家乐-康定情歌，78转唱片，大中华唱片6004
  - 农家乐（演唱：顾媚、李义之）
  - 康定情歌（演唱：顾媚、李义之）

- 蜜月行-婚夜曲，78轉唱片，大中華唱片1064
  - 蜜月行（演唱：顧媚，黃飛然）
  - 婚夜曲（演唱：顧媚，黃飛然）

#### 合輯
- 父母頌，香港亞洲唱片，EPAS-8。
  - 父母頌
  - 同林鳥
  - 蓬萊春暖
  - 小鳥唱出了黎明

- 萬紫千紅，（顧媚．方逸華），1968年，EMI (Pathe Records （页面存档备份，存于）)，7EPA-206
  - （第一面）
  - 萬紫千紅 (一) ：相思河畔．失去的愛情．痴痴地等．第二春．花月佳期
  - （第二面）
  - 萬紫千紅 (二) ：不了情．情人的眼淚．玫瑰玫瑰我愛你．默默的相思．桃李爭春
- 萬紫千紅，12-inch LP 百麗唱片（BALI）。
  - （第一面）
  - 1 知道不知道（演唱：劉韻）
  - 2 初一到十五（演唱：劉韻）
  - 3 早盼望晚盼望（演唱：劉韻）
  - 4 有了愛人四季春（演唱：張露）
  - 5 昨晚你對我一笑（演唱：崔萍）
  - 6 萬紫千紅 (一)（演唱：顧媚 方逸華）
  - （第二面）
  - 1 愛你入骨（演唱：櫻花）
  - 2 鑽石（演唱：林冲）
  - 3 香港之歌（演唱：張露）
  - 4 總有一天等到你（演唱：崔萍）
  - 5 春來人不來（演唱：鄧小萍）
  - 6 萬紫千紅(二)（演唱：顧媚 方逸華）

- 蓬萊春暖 LHC3003，HK 12-inch LP 亞洲唱片
  - （第一面）
  - 1 蓬萊春暖（顧媚，崔萍，韋秀嫻，黃飛然，陳鶴，劉宏遠合唱）
  - 2 臉兒甜如蜜（演唱：崔萍）
  - 3 今宵多珍重（演唱：崔萍）
  - 4 蝶子小唱（演唱：顧媚）
  - 5 母親你在何方（演唱：顧媚）
  - 6 春宵吟（演唱：紫薇）
  - 7 相思河畔（演唱：顧媚）
  - （第二面）
  - 1 杭州的姑娘（演唱：小娟）
  - 2 小鳥唱出了黎明（演唱：韋秀嫻）
  - 3 問君何日能再來（演唱：韋秀嫻）
  - 4 鮮花一束（演唱：韋秀嫻）
  - 5 人間天堂（演唱：顧媚）
  - 6 並蒂花（演唱：顧媚）
  - 7 同林鳥（演唱：顧媚，黃飛然）

- 蓬萊春暖，中聲唱片
  - （第一面）
  - 1 蓬萊春暖（顧媚，崔萍，韋秀嫻，黃飛然，陳鶴，劉宏遠合唱）
  - 2 臉兒甜如蜜（演唱：崔萍）
  - 3 今宵多珍重（演唱：崔萍）
  - 4 蝶子小唱（演唱：顧媚）
  - 5 母親你在何方（演唱：顧媚）
  - 6 春宵吟（演唱：紫薇）
  - 7 相思河畔（演唱：顧媚）
  - （第二面）
  - 1 杭州的姑娘（演唱：小娟）
  - 2 小鳥唱出了黎明（演唱：韋秀嫻）
  - 3 問君何日能再來（演唱：韋秀嫻）
  - 4 鮮花一束（演唱：韋秀嫻）
  - 5 人間天堂（演唱：顧媚）
  - 6 並蒂花（演唱：顧媚）
  - 7 同林鳥（演唱：顧媚，黃飛然）

- 今宵多珍重 SAL003，HK 12-inch LP 香港亞洲唱片 蝴蝶唱片。
  - 蓬萊春暖（顧媚，崔萍，韋秀嫻，黃飛然，陳鶴，劉宏遠合唱）
  - 臉兒甜如蜜（演唱：崔萍）
  - 今宵多珍重（演唱：崔萍）
  - 蝶子小唱（演唱：顧媚）
  - 母親你在何方（演唱：顧媚）
  - 春宵吟（演唱：紫薇）
  - 相思河畔（演唱：顧媚）
  - 杭州的姑娘（演唱：小梅）
  - 小鳥唱出了黎明（演唱：韋秀嫻）
  - 問君何日能再來（演唱：韋秀嫻）
  - 鮮花一束（演唱：韋秀嫻）
  - 人間天堂（演唱：顧媚）
  - 並蒂花（演唱：顧媚）
  - 同林鳥（演唱：顧媚，黃飛然）

- 小雲雀，1966年，百代EMI (Angel Records （页面存档备份，存于）)，3AEX-314。
  - （第一面）
  - 1 我心裏有一個人（演唱：顧媚）       (顧嘉煇曲/林琴詞)
  - 2 阿里山的姑娘（演唱：顧媚）      (張徹曲/鄧禹平詞)
  - 3 相思河畔（演唱：顧媚）        (【暹羅民謠】/紀雲程詞)
  - 4 空虚的夢（演唱：顧媚）       (顧嘉煇曲/林琴．藍詩詞)
  - 5 燈紅酒綠（演唱：麥韻）        (顧嘉煇曲/藍詩詞)
  - 6 農家樂（演唱：藍娣）       (顧嘉煇曲/藍詩詞)
  - （第二面）
  - 1 小雲雀（演唱：顧媚）       (顧嘉煇曲/林琴詞）
  - 2 露珠兒（演唱：顧媚）       (顧嘉煇曲/林琴詞）
  - 3 海棠（演唱：顧媚）       (顧嘉煇曲/林琴詞)
  - 4 情人的眼淚（演唱：潘秀瓊）      (姚敏曲/狄薏詞)
  - 5 不了情（演唱：顧媚）       (莫然(王福齡)曲/陶秦詞)
  - 6 花月佳期（演唱：方逸華）        (Joaquin Prieto曲/陳蝶衣詞)      【源自歐西歌曲"The Wedding (La Novia) （页面存档备份，存于）"】

- 小雲雀，顧媚領銜主唱，麗鳴唱片。
  - 我心裏有一個人（演唱：顧媚）       (顧嘉煇曲/林琴詞)
  - 阿里山的姑娘（演唱：顧媚）      (張徹曲/鄧禹平詞)
  - 相思河畔（演唱：顧媚）        (【暹羅民謠】/紀雲程詞)
  - 空虚的夢（演唱：顧媚）       (顧嘉煇曲/林琴．藍詩詞
  - 燈紅酒綠（演唱：麥韻）        (顧嘉煇曲/藍詩詞]）
  - 農家樂（演唱：藍娣）       (顧嘉煇曲/藍詩詞)
  - 小雲雀（演唱：顧媚）       (顧嘉煇曲/林琴詞）
  - 露珠兒（演唱：顧媚）       (顧嘉煇曲/林琴詞）
  - 海棠（演唱：顧媚）       (顧嘉煇曲/林琴詞)
  - 情人的眼淚（演唱：潘秀瓊）      (姚敏曲/狄薏詞)
  - 不了情（演唱：顧媚）       (莫然(王福齡)曲/陶秦詞)
  - 花月佳期（演唱：方逸華）            (Joaquin Prieto曲/陳蝶衣詞)      【原自歐西歌曲"The Wedding (La Novia) （页面存档备份，存于）"】

- 幾時再回頭，（陳芬蘭，顧媚，王戎），EMI。
  - 無情的風雨（演唱：陳芬蘭）      (黃仁清曲/成鳳詞）
  - 愛的痕跡（演唱：陳芬蘭）
  - 魚雁傳情（合唱：顧媚．王戎）
  - 我的心裡祇有你（演唱：陳芬蘭）      (Carlos Eleta Almaran曲/方忭詞)      【原自歐西歌曲"Historia Di Un Amor （页面存档备份，存于）"】
  - 寂寞的晚上（演唱：顧媚）      (姚敏曲/棟蓀詞）
  - 幾時再回頭（演唱：陳芬蘭）      (彩木雅夫 （页面存档备份，存于）曲/莊奴詞）      【原自日語歌曲"逢わずに愛して （页面存档备份，存于）"】
  - 我等待你一個人（演唱：顧媚）
  - 重逢（演唱：陳芬蘭）      (莊宏曲/嚴寛詞）
  - 母親你在何方（演唱：顧媚）        (司徒容曲/毛文波詞）
  - El Cumbanchero（演唱：陳芬蘭）      (拉斐爾·赫南德茲曲詞）
  - 撩人的春光（演唱：顧媚）
  - 新月（演唱：陳芬蘭）      (姚敏曲/姚炎詞）

#### 個人專輯
- 不了情，1962年，寶石唱片，RE-2707。
  - 不了情       (莫然(王福齡)曲/陶秦詞)
  - 夢             (顧嘉煇曲/陶秦詞)
  - 山歌          (曹國榮曲/陶秦詞)

- 薔薇之戀，1965年，大中華唱片，GCEP 28。
  - 1 薔薇之戀        (鄺天培曲/周聰詞)
  - 2 河畔相思        (【暹羅民謠】/紀雲程詞)
  - 3 不敢相愛

- 盡在不言中，1966年，Diamond Records，SLP-1023。
  - 1 盡在不言中            (中野忠晴 （页面存档备份，存于）曲/古梅詞)     【原自日語歌曲"おさらば東京"】
  - 2 綠島小夜曲            (周藍萍曲/潘英傑詞)
  - 3 再見                       (顧嘉煇曲)
  - 4 盪槳                      (古梅詞)
  - 5 小燕                      (顧嘉煇曲/古梅詞)
  - 6 花月佳期            (Joaquin Prieto曲/陳蝶衣詞)      【原自歐西歌曲"The Wedding (La Novia) （页面存档备份，存于）"】
  - 7 我沒有醉                (顧嘉煇曲/梅冰詞)
  - 8 相思河畔                (【暹羅民謠】/紀雲程詞)
  - 9 綉鴛鴦                   (顧嘉煇曲/古梅詞)
  - 10 阿里山的姑娘      (周藍萍．鄧禹平曲/張徹詞)
  - 11 春之花                  (吳村曲/王乾白詞)
  - 12 處處留情              (顧嘉煇曲/古梅詞)

- 因為有了你，1968年，EMI (Angel Records （页面存档备份，存于）)，S-3AEX-325。
  - 1 記得我倆年輕時        (姚敏曲/辛梵詞)
  - 2 恨海                          (楊龍曲/陸伯彥詞)
  - 3 別了心上人              (顧嘉煇曲詞)
  - 4 因為有了你              (姚敏曲/雲思詞)
  - 5 毋忘我                      (王福齡曲/綠琴詞)
  - 6 寂寞的晚上              (姚敏曲/棟蓀詞)
  - 7 月光光                      (顧嘉煇曲/顧媚詞)
  - 8 苦酒滿杯                  (姚讚福曲/慎芝詞)
  - 9 不要再徘徊              (侯湘曲/盧加詞)
  - 10 靠近我吧靠近我     (冼華曲/方忭詞)
  - 11 春盡翠湖寒
  - 12 你要什麼都可以     (Federico Monti Arduini曲/文然詞)    【原自歐西歌曲"All My Love"】

- 阿里山的姑娘——小雲雀．顧媚之歌，1968年，Decca Records （页面存档备份，存于），SDCL-P-1。
  - 蝶子小唱               (司徒容曲/毛文波詞)
  - 夢裡相會               (賈瀰(顧媚)曲詞)
  - 是真是假               (江風曲/賈瀰(顧媚)詞)
  - 人間天堂               (江風曲/司徒明詞)
  - 流水不回頭             (賈瀰(顧媚)曲詞)
  - 月夜之歌                (江風曲/真光詞)
  - 阿里山的姑娘        (張徹曲/鄧禹平詞)
  - 梭羅河畔              (Gesang Martohartono （页面存档备份，存于）曲/司徒明詞)      【原自印尼民謠"Bengawan Solo （页面存档备份，存于）"】
  - 我心裡的太陽      (江風曲/大方詞)
  - 母親你在何方      (司徒容曲/毛文波詞)
  - 天堂樣的香港      (江風曲/李雋青詞)
  - 花非花                 (侯湘曲/顧文宗詞)

### CD專輯
- 梭羅河畔，1994年，Philips。歌曲20首。
  - 阿里山的姑娘      (張徹曲/鄧禹平詞)
  - 我心裡的太陽      (江風曲/大方詞)
  - 梭羅河畔             (Gesang Martohartono （页面存档备份，存于）曲/司徒明詞)      【原自印尼民謠"Bengawan Solo （页面存档备份，存于）"】
  - 天堂樣的香港      (江風曲/李雋青詞)
  - 遊船曲                 (江風曲/李雋青詞)
  - 母親你在何方      (司徒容曲/毛文波詞)
  - 人間天堂             (江風曲/司徒明詞)
  - 心箋                    (侯湘曲/顧文宗詞)
  - 葬花詞                 (侯湘曲/曹雪芹詞)
  - 父母頌    (顧媚.黃飛然合唱)       (侯湘曲/毛文波詞)
  - 送行歌                 (侯湘曲/狄薏詞)
  - 夢裡相會                (賈瀰(顧媚)曲詞)
  - 藏在我心裡             (Eddy Arnold （页面存档备份，存于）．Cindy Walker （页面存档备份，存于）曲/姚炎詞)      【原自歐西歌曲"You Don't Know Me （页面存档备份，存于）"】
  - 是真是假             (江風曲/賈瀰(顧媚)詞)
  - 流水不回頭              (賈瀰(顧媚)曲詞)
  - 為甚麼驚奇              (侯湘曲/姚炎詞)
  - 同登程    (顧媚.黃飛然合唱)       (江風曲/司徒明詞)
  - 春天                  (侯湘曲/潘柳黛詞)
  - 夏天的太陽              (侯湘曲/姚炎詞)
  - 彼此諒解才是真愛情      (江風曲/真光詞)

- 不了情，国语专辑，1994年5月14日发行。歌曲16首。
  - 1  不了情       (莫然(王福齡)曲/陶秦詞)
  - 2  山歌           (曹國榮曲/陶秦詞)
  - 3  夢               (顧嘉煇曲/陶秦詞)
  - 4  我心裏有一個人       (顧嘉煇曲/林琴詞)
  - 5  阿里山的姑娘          (張徹曲/鄧禹平詞)
  - 6  相思河畔    (【暹羅民謠】/紀雲程詞)
  - 7  空虚的夢    (顧嘉煇曲/林琴．藍詩詞)
  - 8  小雲雀       (顧嘉煇曲/林琴詞)
  - 9  露珠兒       (顧嘉煇曲/林琴詞)
  - 10  海棠         (顧嘉煇曲/林琴詞)
  - 11  寂寞的晚上            (姚敏曲/棟蓀詞)
  - 12  恨海                       (楊龍曲/陸伯彥詞)
  - 13  母親你在何方        (司徒容曲/毛文波詞)
  - 14  春天                      (侯湘曲/潘柳黛詞)
  - 15  静静的心               (姚敏曲/狄薏詞)
  - 16  月光光                   (顧嘉煇曲/顧媚詞)

- 顾媚 - Master Sonic，国语专辑，1998年9月10日发行。歌曲16首。
  - 1  不了情       (莫然(王福齡)曲/陶秦詞)
  - 2  山歌           (曹國榮曲/陶秦詞)
  - 3  夢               (顧嘉煇曲/陶秦詞)
  - 4  我心裏有一個人       (顧嘉煇曲/林琴詞)
  - 5  阿里山的姑娘      (張徹曲/鄧禹平詞)
  - 6  相思河畔        (【暹羅民謠】/紀雲程詞)
  - 7  空虚的夢       (顧嘉煇曲/林琴．藍詩詞)
  - 8  小雲雀           (顧嘉煇曲/林琴詞)
  - 9  露珠兒           (顧嘉煇曲/林琴詞)
  - 10  海棠             (顧嘉煇曲/林琴詞)
  - 11  寂寞的晚上      (姚敏曲/棟蓀詞)
  - 12  恨海       (楊龍曲/陸伯彥詞)
  - 13  母親你在何方      (司徒容曲/毛文波詞)
  - 14  春天        (侯湘曲/潘柳黛詞)
  - 15  静静的心       (姚敏曲/狄薏詞)
  - 16  月光光       (顧嘉煇曲/顧媚詞)

- 百代百年系列14︰小雲雀，國語專輯，2005年12月8日出版。歌曲21首。
  - 1  阿里山的姑娘      (張徹曲/鄧禹平詞)
  - 2  小雲雀       (顧嘉煇曲/林琴詞)
  - 3  海棠           (顧嘉煇曲/林琴詞)
  - 4  夢               (顧嘉煇曲/陶秦詞)
  - 5  荔枝紅       (王福齡曲/夏風詞)
  - 6  那裏有位姑娘        (王福齡曲/劉暢詞)
  - 7  舊夢難找               (王福齡曲/綠琴詞)
  - 8  輕煙濃霧               (王福齡曲/綠琴詞)
  - 9  夢裏的愛               (王福齡曲/簫篁詞)
  - 10  悠然微笑                   (姚敏曲/辛梵詞)
  - 11  記得我倆年輕時        (姚敏曲/辛梵詞)
  - 12  別了心上人       (顧嘉煇曲詞)
  - 13  因為有了你       (姚敏曲/雲思詞)
  - 14  苦酒滿杯           (姚讚福曲/慎芝詞)
  - 15  不要再徘徊       (侯湘曲/盧加詞)
  - 16  萬紫千紅 (一)    (顧媚.方逸華合唱)
  - 17  萬紫千紅 (二)    (顧媚.方逸華合唱)
  - 18  痴心的人           (辛梵詞)
  - 19  母親你在何方    (司徒容曲/毛文波詞)
  - 20  求愛曲               (冼華曲/狄薏詞)
  - 21  我等待你一个人

### 電影
以下列出顾媚参演或配唱的电影。尚待考证的配唱歌曲曲目后加问号。
- 鬼新娘（1972年）.... 饰 ？
- 真假太太（1971年）.... 饰 ？
- 雙鎗王八妹（1971年）.... 配唱（'雙鎗王八妹' / 作曲：午哥；作詞：午哥；演唱：顧媚。主題曲。）
- 情人的秘密（1971年）.... 配唱（'梭羅河畔' / 演唱：顧媚。）
- 重逢（1971年）（又名“几时再回头”）.... 饰 錢黛華（'幾時再回頭'。 '無情的風雨'。 '重逢'。 '撩人的春光'。 '我的心里祇有你'。 '我等待你一個人'。 '魚雁傳情'。）
- 豪俠傳（1969年）....飾 平西王女兒
- 千面魔女（1969年）....饰 ？
- 七俠五義（1967年）....饰 永安公主（'七俠五義' / 作曲：王福齡。| '瑤琴寄情' / 作曲：王福齡。 ？）
- 艷陽天（1967年）....饰 ？
- 垂死天鵝（1967年）....饰 ？（'海頌' / 作曲：王福齡；作詞：綠琴；演唱：蓓蕾：顧媚。| '莎樂美' / 作曲：王福齡；作詞：綠琴；演唱：蓓蕾：顧媚。| '瘋狂' / 作曲：王福齡；作詞：綠琴；演唱：蓓蕾：顧媚。| '夜色濃' / 作曲：王福齡；作詞：綠琴；演唱：蓓蕾：顧媚。| '輕煙濃霧' / 作曲：王福齡；作詞：綠琴；演唱：蓓蕾：顧媚。| '少女的願望' / 作曲：王福齡；作詞：綠琴；演唱：蓓蕾：顧媚。 ）
- 歡樂青春（1966年）....饰 ？（'歡樂今宵'。 '愛的鈴聲'。 '歡樂青春' / 曲：顧嘉輝。 '友情可貴' / 曲：王福齡；詞：金可。 ？）
- 藍與黑續集（1966年）....飾 二少奶
- 藍與黑（1966年）....飾 二少奶
- 小云雀（1965年）....飾 施小雲（'我心裡有一個人' / 作曲：顧嘉煇；作詞：林琴；演唱：顧媚。 插曲。| '阿里山的姑娘' / 作曲：顧嘉煇；作詞：林琴；演唱：顧媚。 插曲。|  '相思河畔' / 作曲：顧嘉煇；作詞：林琴；演唱：顧媚。 插曲。| '空虛的夢' / 作曲：顧嘉煇；作詞：林琴；演唱：顧媚。 插曲。| '小雲雀' / 作曲：顧嘉煇；作詞：林琴；演唱：顧媚。 主題曲。 '海棠'。 作曲：顧嘉煇；作詞：林琴；演唱：顧媚。 插曲。| '不了情' / 作曲：顧嘉煇；作詞：林琴；演唱：顧媚。 插曲。|'露珠兒' / 作曲：顧嘉煇；作詞：林琴；演唱：顧媚。）
- 乔太守乱点鸳鸯谱 （1964年） .... 飾 徐文姑（'假扮男女' / 曲：王福齡；詞：金軻。 |'廟中相遇' / 曲：王福齡；詞：金軻。| '依依不捨' / 曲：王福齡；詞：金軻。| '花好情濃' / 曲：王福齡；詞：金軻| '海枯石爛不離分' / 曲：王福齡；詞：金軻。| '訴隱情' / 曲：王福齡；詞：金軻。| '猜疑' / 曲：王福齡；詞：金軻。| '扮男' / 曲：王福齡；詞：金軻。| '扮女' / 曲：王福齡；詞：金軻。| '傾心' / 曲：王福齡；詞：金軻。| '鍾情' / 曲：王福齡；詞：金軻。| '看畫細訴' / 曲：王福齡；詞：金軻。| '逛廟' / 曲：王福齡；詞：金軻。 ？）
- 新啼笑姻緣（1964年）.... 饰 ？
- 妙人妙事（1963年）....飾 孫英（'化裝師' / 作曲：王福齡；作詞：夏風。|'荔枝紅' / 作曲：王福齡；作詞：夏風。 演唱：顧媚。）
- 第二春（1963年）....配唱（'旧梦难找' / 作曲：王福龄；作词：绿琴；演唱：顧媚|'郊游曲' / 作曲：王福龄；作词：绿琴；演唱：？）
- 梁山伯與祝英台（1963年）....饰 学生
- 紅樓夢（1962年）....饰 侍婢金釧
- 万劫孤儿 （1961年） .... 飾 菁华（作曲：馮華；作詞：吳一嘯；演唱：顧媚）
- 女人的秘密 （1961年） .... 飾 张太
- 武林十三剑 （1961年） .... 飾 郡主西凤
- 武林十三剑-大结局 （1961年） .... 飾 郡主西凤
- 不了情（1961年）....配唱（'不了情' / 作曲：莫然（即王福齡）；作詞：陶秦；幕後代唱：顧媚。主題曲。| '山歌' / 作曲：曹瑩；作詞：陶秦；幕後代唱：顧媚。| '夢' / 作曲：顧嘉輝；作詞：陶秦；幕後代唱：顧媚。 ）
- 三女性 （1960年） .... 飾 梅丽玲
- 青城十九俠（1960年）.... 饰 小媚（演唱：顧媚）
- 兩個大老襯 （1959年） .... 飾 月好
- 月夜情歌（1959年）....配唱（'送行歌' / 作曲：侯湘 （即李厚襄）；作詞：狄薏 （即陳蝶衣）；演唱：顧媚。）
- 天地有情 （1958年） .... 饰 黃露華（'香港花世界' /作曲：江風；作詞：姚炎；演唱：顧媚。 插曲。| '燈紅酒綠' /作曲：江風；作詞：姚炎；演唱：顧媚。 插曲。| '天涯知己' /作曲：江風；作詞：司徒明；演唱：顧媚。 插曲。）
- 異國情鴛 （1958年） .... 配唱（'我心裏的太陽' / 作曲：江風；作詞：大方；演唱：顧媚。）
- 特别快车 （1957年） .... 飾 李小姐
- 雾里情天 （1957年） .... 飾 翁秀珠（'為妳歌唱' / 作曲：李厚襄；作詞：胡褒；演唱：顧媚。）
- 春色恼人 （1956年） .... 飾 朱为芬（'春色惱人' / 作曲：綦湘棠；作詞：易文。| '金縷衣' / 作曲：綦湘棠；作詞：杜秋娘。 ？）
- 万花春色 （1956年） .... 飾 白兰香（'萬花春色' / 作曲：司徒容（即李厚襄）；作詞：姚炎；演唱：顧媚。主題曲。|'假如我有這一天' / 作曲：江風；作詞：林達；演唱：顧媚。 插曲。）
- 恋爱与义务 （1955年） .... 饰 ？（'父母頌' / 作曲：李厚襄；作詞：毛文波。？ |'母親你在何方' / 作曲：李厚襄；作詞：毛文波；演唱：顧媚。）
- 碧血黄花 （1954年） .... 飾 四姨太
- 重逢 （1954年） .... 飾 李小凤（'相思何時了' /作曲：陳正波；作詞：沈潔；演唱：上官清華：顧媚。 插曲。）
- 長相思....飾 ？
- 雙面人（1952年）....配唱（'重逢' / 作曲：司徒容；作詞：狄薏；演唱：顧媚，黃飛然。）
- 虎穴龙潭 （1951年） .... 飾 歌女（'自由的鮮花' / 作曲：姚敏；演唱：顧媚。 插曲。）
- 第二夫人 （1951年） .... 飾 歌女

### 畫展
- 1971年 -- 個人畫展·台北春秋畫廊
- 1972年 -- 全國閨秀畫展·台北
- 1972年 -- 于右任逝世週年紀念百人畫展·台北
- 1973年 -- 年個人畫展·香港大會堂
- 1973年 -- 個人畫展·新加坡中華總商會
- 1974年 -- 個人畫展·泰國曼谷
- 1976年 -- 香港現代水墨畫展·閣林畫廊
- 1976年 -- 一畫會會展·香港大會堂
- 1976年 -- 一畫會聯展·台北聚寶盤畫廊主辦
- 1976年 -- 年個人畫展·香港大會堂
- 1976年 -- 年個人畫展·香港元朗大會堂主辦
- 1976年 -- 「三人行」聯展·香港閣林畫廊
- 1977年 -- 香港當代畫家作品展·美國伊利諾州洛福大學主辦
- 1977年 -- 第一選擇·香港聖約翰禮堂
- 1977年 -- 香港一畫會作品展·台灣巡迴展·台北市國立歷史博物館主辦
- 1977年 -- 香港婦女畫展·香港象牙塔外月刊主辦
- 1977年 -- 聯合現代畫展香港藝術中心及美國銀行主辦
- 1977年 -- 一畫會會展·香港藝術館主辦   大會堂
- 1977年 -- 當代香港藝術展·香港藝術館主辦
- 1977年 -- 香港藝術中心開幕展·香港藝術中心主辦
- 1977年 -- 個人畫展·美國三藩市
- 1978年 -- 第一選擇·香港藝術中心
- 1978年 -- 一畫會聯展·元朗大會堂主辦
- 1978年 -- 一畫會聯展·荃灣文藝康樂協進會主辦
- 1978年 -- 香港藝術家聯展·香港保護兒童會籌募基金會主辦

### 畫作
顧媚的繪畫代表作有：

### 書籍
- 顧媚，從破曉到黃昏——顧媚回憶錄，香港：三聯書店（香港），2006年10月。ISBN：9620426142

## 外部連結
- 顧媚在互联网电影资料库（IMDb）上的資料（英文）
- 顧媚在香港影庫上的簡介